# Quintette à vent français
Het Quintette à vent français (Frans voor Frans blaaskwintet) was een kamermuziekensemble opgericht in Parijs in 1945 en dat bestond tot 1968.
Leden van het kwintet:
- Fluit: Jean-Pierre Rampal (1945-1965); Maxence Larrieu (1965-1968)
- Hobo: Pierre Pierlot (1945-1968)
- Klarinet: Jacques Lancelot (1946-1968)
- Fagot: Maurice Allard (1945-1948); Paul Hongne (1948-1968)
- Hoorn: M. Manem (1945-1946); Xavier Delwarde (1946-1948); Gilbert Coursier (1948-1968)

Het ensemble voerde onder andere werken uit die voor hen waren geschreven, onder andere van Georges Migot, Jean-Michel Damase, Marcel Bitsch en Claude Arrieu.
- Bibliothèque nationale de France: cb140269095 (data)
- International Standard Name Identifier: 0000 0000 8416 1258
- Library of Congress Control Number: no92021926
- MusicBrainz: a4b6a9c2-d352-46b1-bdc9-5ab96b610c0e
- Système universitaire de documentation: 086912062
- Virtual International Authority File: 120713607